# Дорнан, Джейми
Джеймс Питер Максвелл «Дже́йми» До́рнан (англ. James Peter Maxwell «Jamie» Dornan; род. 1 мая 1982, Холивуд) — британский актёр, модель и музыкант. Дорнан был моделью многих известных марок, таких как Calvin Klein, Dior и Armani, а между этим дебютировал на экране с ролью в фильме Софии Копполы «Мария-Антуанетта» (2006).
В 2011 году Дорнан дебютировал в США со второстепенной ролью в сериале «Однажды в сказке», а затем получил главную роль Кристиана Грея в фильме «Пятьдесят оттенков серого».

## Ранняя жизнь
Дорнан родился в небольшом городе Холивуд графства Даун Северной Ирландии и вырос в пригороде Белфаста. Его мать Линда умерла от рака, когда ему было 16 лет. Его отец Джим Дорнан был известным акушером-гинекологом и актёром-любителем. Он снялся в эпизодической роли полицейского в сериале «Крах», где его сын играл главную роль. Джим скончался 15 марта 2021 года от последствия коронавируса.
Дорнан — младший из трёх детей в семье. У него две старшие сестры: Джессика — модельер в Фалмуте и Лиза — работник компании Дисней в Лондоне. Дорнан также является дальним родственником актрисы Грир Гарсон.
Воспитанный в методисткой вере, он учился в методистском колледже Белфаста, где играл в регби и участвовал в театральных постановках. Он был членом молодёжной любительской драматической группы Белфаста Holywood Players и несколько раз участвовал с этой группой в фестивале драмы Ballymoney. С двенадцати лет он участвовал в отечественной постановке Чехова.
Поступив в Университет Тисайда, он бросил его и в 2002 году переехал в Лондон, чтобы обучаться театральному мастерству. Но не подал документы в театральную школу и был вынужден полгода работать в пабе.

## Карьера модели
Джейми Дорнан не хотел становиться моделью, но его уговорили попробовать сёстры и мачеха. В 2001 году он принял участие в британском телешоу Model Behaviour и заключил контракт с крупным модельным агентством Select Model Management.
Первой заметной работой Дорнана стала съёмка для бренда Abercrombie & Fitch вместе с Малин Акерман. Затем последовали работы для брендов Hugo Boss и Armani. В 2005 году он стал лицом рекламной кампании аромата Dior Homme.
В 2004 году Дорнан впервые появился в рекламной кампании Calvin Klein вместе с российской моделью Натальей Водяновой. В 2006 он также снимался в рекламе джинсов этого бренда вместе с Кейт Мосс и в 2010 — с Евой Мендес. В 2009 он становится лицом рекламной кампании аромата Calvin Klein’s CK Free и также снимается в рекламе нижнего белья.
В 2009 году Calvin Klein представил рекламный щит своей джинсовой кампании в Нью-Йорке, на котором были изображены Ева Мендес и Дорнан. Он вызвал возмущение местных жителей, которые требовали убрать его из-за демонстрации чрезмерной наготы.
Помимо Calvin Klein Дорнан работал для Dolce & Gabbana, Zara, Banana Republic, Dior, Calvin Klein, Levi’s Jeans и других брендов. В 2006 году The New York Times назвала его «золотым торсом», а модный журнал для мужчин GQ назвал «мужской версией Кейт Мосс». GQ также включил его в список 50 самых стильно одетых британских мужчин в 2015 и 2016 годах на третье и пятнадцатое место соответственно. В 2015 году Дорнан также попал в список 25 крупнейших мужчин-моделей всех времён по версии журнала Vogue.
В 2018 году он стал новым лицом «Boss The Scent» для Hugo Boss вместе с голландской моделью Биргит Кос. За свою карьеру он работал с известными фэшн-фотографами Терри Ричардсоном, Брюсом Вебером, Гаем Арочом, Норманом Джин Роем. Модельное значение Дорнана заключалось в его культовом хмуром образе получившем название в индустрии и СМИ название «Dornan Furrow» (Хмурый Дорнан/ Борозда Дорнана).
Будучи востребованной моделью класса А, Дорнан, однако, ни разу не принимал участие в живых выступлениях и показах на подиуме из-за своего необычного стиля ходьбы.

## Карьера актёра
По словам Дорнана, переход к актёрской карьере был для него непростым, так как его часто клеймили как «модель, ставшую актером», но он всегда хотел играть и настойчиво доказывал свои актёрские способности. Первой заметной работой Дорнана становится роль шерифа Грэма / Охотника в телесериале АBC «Однажды в сказке». Будучи одним из центральных персонажей первых серий, его герой однако, быстро погибает. Но позже появляется в финале первого сезона и одном эпизоде второго во флэшбеках. Появившись таким образом всего в 9 эпизодах сериала. О его работе Лаура Прудом из The Huffington Post написала: «Джейми Дорнан, родившийся в Ирландии, отлично справился с задачей изобразить безнадежность и замешательство Грэма». По словам актёра съёмки дались ему нелегко, ведь он опасался сравнения с Крисом Хемсвортом воплотившем роль Охотника в фильме 2012 года.
Признание критиков Дорнану принесла роль серийного убийцы Пола Спектора в сериале «Крах» вместе с Джиллиан Андерсон. Первоначально он пробовался на роль полицейского, но прошёл прослушивание на главную роль, которую позже и получил.
Готовясь к роли он изучал книги о маньяках, смотрел интервью Теда Банди и даже преследовал девушку. За эту роль он был номинирован на премию Британской академии телевидения за лучшую мужскую роль и выиграл Премию Ирландской телевизионной киноакадемии в области кино и драмы как лучший актёр на телевидении.
23 октября 2013 года Дорнан получил роль Кристиана Грея в экранизации «Пятидесяти оттенков серого». При подготовке к роли Дорнан даже посещал частное секс-подземелье, чтобы лучше понять и сыграть персонажа с садистскими наклонностями. Он повторил свою роль в сиквеле «На пятьдесят оттенков темнее», вышедшем в 2017 году и триквеле «Пятьдесят оттенков свободы», вышедшем в 2018 году. Несмотря на огромный коммерческий успех: суммарные сборы трилогии превысили 1,35 миллиардов долларов, а доход — 1,2 миллиардов долларов — критики и зрители остались недовольны фильмами. За первую картину актёр получил награду «Золотая малина» как худший актёр и худший актёрский дуэт вместе с Дакотой Джонсон, которая также победила в номинации худшая актриса. В 2018 году они также номинировались в аналогичных категориях за вторую часть.
В 2016 году Дорнан получил роль коменданта Пэта Куинлана в историческом военном фильме Netflix «Осада Жадовиля», и с другими актёрами проходил подготовку в учебном лагере в Южной Африке. В этом же году он снялся вместе с Киллианом Мерфи в другом военном фильме «Антропоид». Обе роли были отмечены номинациями и признанием критиков. В 2018 году с участием Дорнана вышла картина «Мой ужин с Эрве», посвящённая последним годам жизни актёра Эрве Вильшеза. Несмотря на сдержанно-положительный приём самой картины, игра Дорнана была тепло воспринята критиками.
В этом же году с участием Дорнана вышли ленты «Частная война» — биографическая драма о работе журналистки Мэри Колвин, где роль Дорнана была отмечена критиками и приключенческий фильм «Робин Гуд: Начало», который был негативно воспринят критиками и публикой, и даже не смог окупиться, собрав менее 87 миллионов при бюджете в 100.
В 2021 году вышла биографическая драматическая драма «Белфаст», рассказывающая о жизни маленького мальчика из рабочего класса и его семьи на фоне беспорядков в Северной Ирландии. Дорнану досталась роль отца Бадди, персонажа, частично основанного на отце режиссёра и сценариста Кеннета Браны. Фильм получил множество наград, в том числе премии «Оскар», «Спутник» и «Золотой глобус» за лучший оригинальный сценарий и премию BAFTA как лучший британский фильм. Дорнан получил номинации на «Золотой глобус», «Спутник», «Выбор критиков» за лучшую мужскую роль второго плана, также был номинирован на «Золотую малину» за восстановление репутации, но награду получил Уилл Смит.
В 2021 году снялся в главной роли в драматическом сериале «Турист», его игра человека страдающего амнезией была высоко оценена критиками, а сериал стал хитом и был продлён на второй сезон в марте 2022 года.
В феврале 2022 года Дорнан получил роль в шпионском триллере «Сердце Стоун», где он исполнил одну из главных ролей вместе с Галь Гадот.

## Личная жизнь
В 2003—2005 годах Дорнан встречался с Кирой Найтли, с которой познакомился на съёмке для ювелирного дома Asprey.
В 2010 году Дорнан познакомился с английской певицей, композитором и актрисой Амелией Уорнер. Они обручились в 2012 году и 27 апреля 2013 года заключили брак. У супругов есть три дочери: Далси (род. 21.11.2013), Эльва Лорна Кэтрин (род.16.02.2016) и Альберта Мейв (род. 10.03.2019).
Джейми Дорнан является атеистом. По национальности считает себя ирландцем.

## Фильмография

Автограф Джейми Дорнана

| Год       |    | Русское название                    | Оригинальное название             | Роль                   |
| --------- | -- | ----------------------------------- | --------------------------------- | ---------------------- |
| 2006      | ф  | Мария-Антуанетта                    | Marie Antoinette                  | Ханс Аксель фон Ферзен |
| 2008      | ф  | По ту сторону рейва                 | Beyond the Rave                   | Эд                     |
| 2009      | ф  | Тени на Солнце                      | Shadows in the Sun                | Джо                    |
| 2009      | ф  | Агент Икс возвращается              | X Returns                         | Агент Х                |
| 2009      | ф  | Приятно познакомиться               | Nice to Мeet You                  | Молодой человек        |
| 2011—2013 | с  | Однажды в сказке                    | Once Upon A Time                  | Шериф Грэм / Охотник   |
| 2013—2016 | с  | Крах                                | The Fall                          | Пол Спектор            |
| 2014      | с  | Новые миры                          | New Worlds                        | Эйб Гофф               |
| 2014      | ф  | Полёт домой                         | Flying Home                       | Колин Монтгомери       |
| 2015      | ф  | Пятьдесят оттенков серого           | Fifty shades of Grey              | Кристиан Грей          |
| 2016      | ф  | Девятая жизнь Луи Дракса            | The 9th Life of Louis Drax        | доктор Аллан Паскаль   |
| 2016      | ф  | Антропоид                           | Anthropoid                        | Ян Кубиш               |
| 2016      | ф  | Осада Жадовиля                      | The Siege of Jadotville           | Пэт Куинлан            |
| 2017      | ф  | На пятьдесят оттенков темнее        | Fifty Shades Darker               | Кристиан Грей          |
| 2018      | ф  | Пятьдесят оттенков свободы          | Fifty Shades Freed                | Кристиан Грей          |
| 2018      | ф  | Не вместе                           | Untogether                        | Ник                    |
| 2018      | ф  | Частная война                       | A Private War                     | Пол Конрой             |
| 2018      | тф | Мой ужин с Эрве                     | My Dinner with Hervé              | Дэнни Тейт             |
| 2018      | ф  | Робин Гуд: Начало                   | Robin Hood                        | Уилл Скарлет           |
| 2018      | с  | Смерть и соловьи                    | Death and Nightingales            | Лиам Уорд              |
| 2019      | ф  | Грань времени                       | Synchronic                        | Деннис                 |
| 2019      | ф  | Любовь на троих                     | Endings, Beginnings               | Джек                   |
| 2020      | ф  | Тролли. Мировой тур                 | Trolls World Tour                 | Чаз                    |
| 2020      | ф  | Дикая парочка                       | Wild Mountain Thyme               | Энтони Рейли           |
| 2021      | ф  | Барб и Звезда едут в Виста-дель-Мар | Barb and Star Go to Vista Del Mar | Эдгар                  |
| 2021      | ф  | Белфаст                             | Belfast                           | отец Бадди             |
| 2022      | с  | Турист                              | The Tourist                       | Эллиот Стэнли          |
| 2023      | ф  | Сердце Стоун                        | Heart of Stone                    | Паркер                 |
| 2023      | ф  | Призраки в Венеции                  | A Haunting in Venice              | доктор Лесли Ферьер    |
| 2025      | с  | Отлив                               | The Undertow                      | Адам и Ли              |
|           | с  | 12 12 12                            | 12 12 12                          |                        |